# Claudio Isopescu
Claudio Isopescu (* 18. April 1894 in Frătăuții Vechi, Kreis Suceava; † 1. April 1956 in Rom) war ein  rumänischer Romanist, Italianist, Rumänist und Hispanist, der vor allem in Italien wirkte.

## Leben und Werk
Claudiu (später: Claudio) Isopescu ging in Sotschen (Suceava) zur Schule und studierte von 1912 bis 1919 in Czernowitz und Bukarest. Von 1920 bis 1923 unterrichtete er Italienisch und Deutsch am Gymnasium "Matei Basarab" und an der Handelsakademie in Bukarest. Dann ging er mit einem Stipendium an die Rumänische Schule in Rom. 1925 begann seine Lehrtätigkeit an der Universität Rom, zuerst als Lektor für rumänische Sprache und Literatur, ab 1929 als Dozent, ab 1936 als Professor.
Isopescu publizierte vor allem zur Geschichte der Kulturbeziehungen zwischen Rumänien und dem Rest der Welt, vornehmlich  zu Italien.

## Werke (Auswahl)
- (Übersetzer mit  A. Silvestri Giorgi) Ion Luca Caragiale, Una lettera smarrita (O scrisoare pierdută), Perugia/Venedig  1929 (Vorwort von Giulio Bertoni)
- (Hrsg.) Documenti inediti della fine del Cinquecento, Bukarest 1929
- La stampa periodica romeno-italiana in Romania e in Italia, Rom 1937–1946
- Saggi italo-romeno-ispanici, Rom 1943
- Il poeta Romolo Scriban e l'Italia, Rom 1943
- Il diplomatico studioso americano Eugene Schuyler (1840–1890) e i Romeni. Con uno sguardo sulla filologia romena in periodici inglesi ed americana del '800, Freiburg im Breisgau 1954